# 竜田姫
竜田姫（たつたひめ）は日本の秋の女神。立田姫と表記されることもある。別称・龍田比売神。春の女神である佐保姫と対置される。

## 概要
龍田（竜田）の地は北西の季節風が大和盆地に吹き込む地であり、盆地に住む人々は季節風が秋を告げる場所（紅葉の名所）であったことから霊威のある地と考えてきた。
五行説では西は秋に通じ、平城京の西に位置する竜田山（現在の奈良県生駒郡三郷町の西方）の神霊が秋の女神としての神格を持ったものと考えられている。
龍田大社の摂社である龍田比古社と龍田比売社には、それぞれ龍田比古命と龍田比売命が夫婦神として祀られている。
秋の歌枕である。また秋の季語とされる。春をつかさどる佐保姫と対置され、春の歌枕「さほ」は秋の歌枕「たつた」に対比する形で設定されたと考えられている。
竜が裁つに音が似ているため裁縫の神としても信仰される。また竜田山を彩る紅葉の美しさから、紅葉を赤く染める女神として染色が得意ともされた。『源氏物語』「帚木」の有名な雨夜の品定めの場面には左馬頭のかつての妻が染色が巧みであったことを龍田姫になぞらえている。当時、染めものが得意であることは良き妻の条件の最たるものだった。

## 主な祀る神社
- 龍田大社（奈良県生駒郡三郷町立野）
- 龍田神社（奈良県生駒郡斑鳩町龍田）